# بل گلید کمپ (فلوریدا)
بل گلید کمپ (به انگلیسی: Belle Glade Camp) یک منطقهٔ مسکونی در ایالات متحده آمریکا است که در شهرستان پام بیچ، فلوریدا واقع شده‌است. بل گلید کمپ ۱٫۲ کیلومتر مربع مساحت و ۱٬۱۴۱ نفر جمعیت دارد و ۳ متر بالاتر از سطح دریا قرار دارد.